# Heimatmuseum Maintal

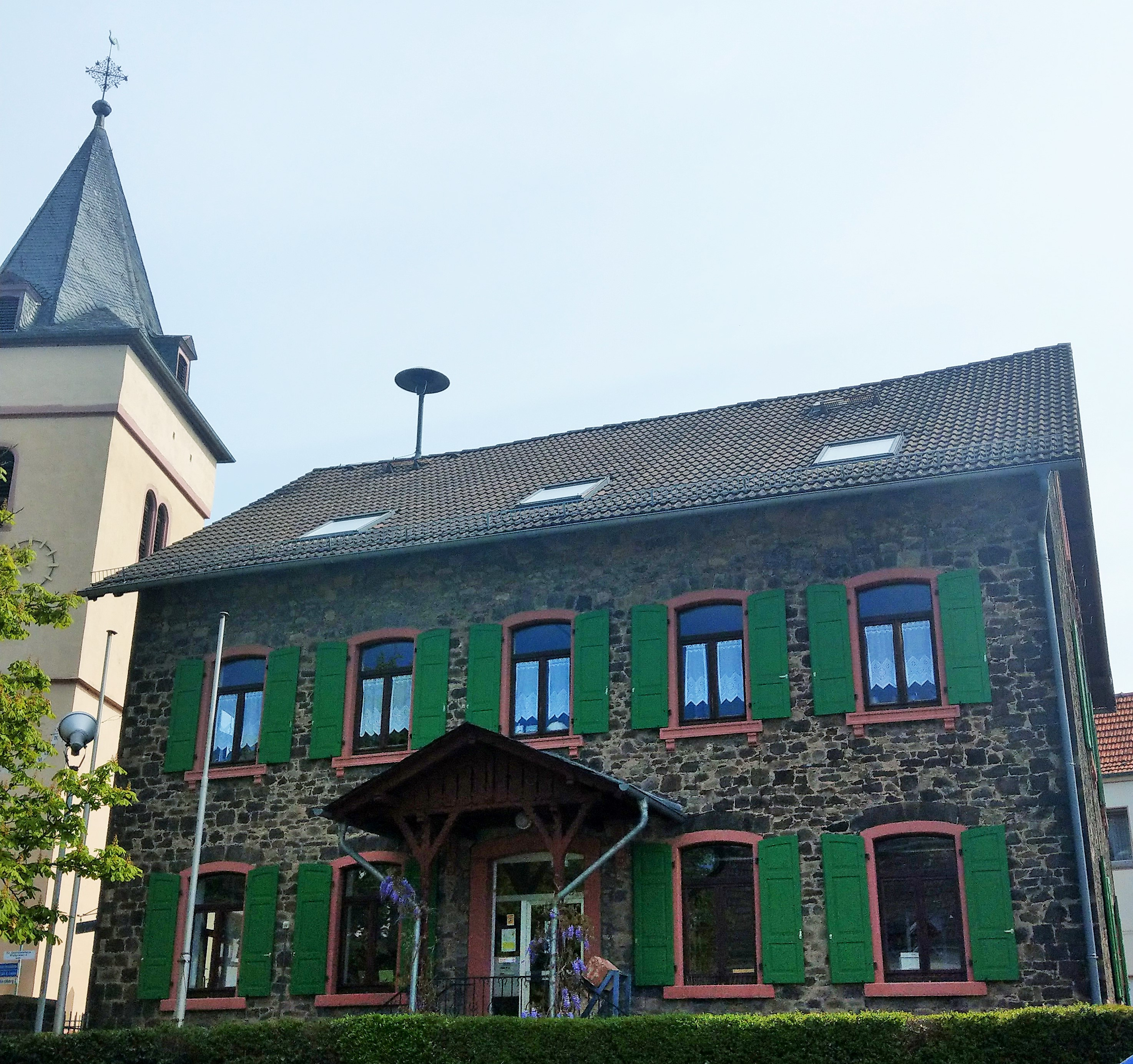
Altes Pfarrhaus, Heimatmuseum Maintal (und Stadtbücherei Hochstadt)

Das Heimatmuseum Maintal (auch Heimat-Museum Maintal) befindet sich im alten Pfarrhaus im Maintaler Stadtteil Hochstadt.

## Geschichte
Gründung des Heimat-Museum Maintal e.V. war im November 1985. Erste Vorsitzende war Edeling-Teves.
Sammlungsaufbau und verschiedene Ausstellungen, noch ohne festen Museumsstandort, fanden bereits zwischen 1985 und 1997 statt.
Die Eröffnung des Heimatmuseum Maintal fand im April 1997 anlässlich des Hochstädter Straßenfestes, in Anwesenheit von Bürgermeister Rohrbach und Peter Heckert statt.

## Ausstellung
Sammlung ortsgebundener Geschichtsobjekte und -dokumente aus Maintal.